# Gridlock'd - Istinti criminali
Gridlock'd - Istinti criminali (Gridlock'd) è un film del 1997 scritto e diretto da Vondie Curtis-Hall, al suo esordio come regista e che vi figura anche come attore, ed  interpretato da Tupac Shakur, Tim Roth e Thandie Newton. Grazie al consenso della critica e al passaparola è diventato negli anni una pellicola di culto. Il film è dedicato alla memoria di Tupac, morto quattro mesi prima dell'uscita nelle sale.

## Trama
Spoon (Tupac Shakur) e Stretch (Tim Roth) sono due eroinomani che vivono a Detroit con la loro amica Cookie (Thandie Newton). Insieme suonano in una band con Cookie alla voce, Spoon al basso e Stretch al piano. Dopo che Cookie va in overdose quando prova l'eroina per la prima volta, i due amici decidono di ripulirsi assieme. Davanti a loro hanno una giornata infernale in cui, mentre seguono la snervante trafila burocratica per accedere al programma di riabilitazione, devono lottare con crisi di astinenza, forze di polizia e una banda di spacciatori.